# Bogdan Bogdanović
Bogdan Bogdanović, född 18 augusti 1992 i Belgrad i Republiken Serbien i Socialistiska federativa republiken Jugoslavien (idag Serbien), är en serbisk basketspelare som spelar för Los Angeles Clippers. 
Han blev olympisk silvermedaljör i basket vid sommarspelen 2016 i Rio de Janeiro.

## Klubbar
- Partizan (2010–2014)
- Fenerbahçe (2014–2017)
- Sacramento Kings (2017–2020)
- Atlanta Hawks (2020–)